# Hypohippus
Hypohippus ("Ngựa thấp") là một chi ngựa ba móng guốc tuyệt chủng, sống cách đây 17 - 11 triệu năm trước. Nó có kích thước của một con ngựa nhỏ, hóa thạch của nó được tìm thấy ở Nebraska, Colorado, và Montana.

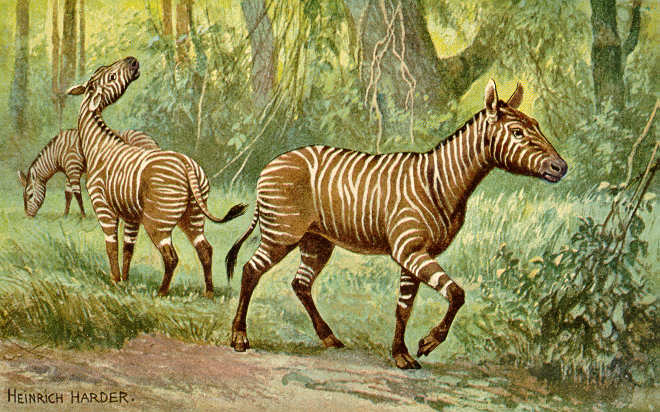
Phục hồi